# Gabriella Carlucci
Gabriella Carlucci (Alghero, 28 febbraio 1959) è una conduttrice televisiva e politica italiana.

## Biografia
Figlia di un generale dell'Esercito Italiano, Luigi Carlucci, e di Maria Caracciolo, è sorella di Milly e Anna Carlucci. Nel 1989 si è sposata con l'attore Gianfranco Jannuzzo, dal quale in seguito si è separata. Nel 1995 si sposa con l'avvocato Marco Catelli, dal quale ha avuto il figlio Matteo.
Ha due lauree, conseguite entrambe presso la Sapienza di Roma: la prima in Lingue (tesi in Letteratura Nordamericana), la seconda in Lettere (percorso storico-artistico).

### Carriera televisiva
La sua carriera televisiva ha inizio nelle TV private romane (Teletevere, GBR), per passare in Rai nel 1983, quando è al fianco di Enzo Tortora nello spettacolo Portobello.
Nella sua carriera ha presentato varie trasmissioni canore, come Azzurro, Festivalbar, Cantagiro, Festival di Sanremo (1988 e 1990), Cocco e Buona Domenica, e ha commentato l'Eurovision Song Contest 1989.
Negli anni si è divisa tra Rai e Mediaset. Ha anche condotto la serata dei David di Donatello. Conduceva il programma Melaverde, salvo nei periodi elettorali, nei quali non le era permesso andare in onda.
Tra gli eventi culturali non televisivi, ha condotto le edizioni 2000 e 2001 del Premio Lunezia, con protagonisti Ligabue (2000) e Biagio Antonacci (2001).

### Carriera politica
Per molti anni vicina alla Democrazia Cristiana, nel 1994 si è iscritta a Forza Italia.

#### Elezione a deputata

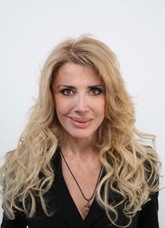
L'on. Gabriella Carlucci nel 2008

Alle elezioni politiche del 2001 viene eletta alla Camera dei deputati nel collegio uninominale di Trani, sostenuta dalla Casa delle Libertà (in quota FI). Durante la XIV Legislatura è stata presidente della Commissione bicamerale per l'infanzia. Si è inoltre occupata di leggi sullo spettacolo e si è adoperata per l'istituzione della provincia di Barletta-Andria-Trani. È anche stata correlatrice di maggioranza della legge 21 maggio 2004, n. 128, nota come legge Urbani.
Alle elezioni politiche del 2006 viene rieletta deputato, nella circoscrizione Puglia, nelle liste di Forza Italia. Alle elezioni politiche del 2008 è nuovamente eletta deputato per terza volta consecutiva, nelle liste del Popolo della Libertà. È relatrice insieme a Gioacchino Alfano (PdL) del ddl Omnibus approvato definitivamente alla Camera il 25 maggio 2011 dopo che il governo ha posto la questione di fiducia.

#### L'ingresso nell'UDC e la mancata rielezione
Il 6 novembre 2011 annuncia tramite comunicato stampa di abbandonare Il Popolo della Libertà per aderire all'Unione di Centro, passando così all'opposizione del governo Berlusconi.
Alle elezioni politiche del 2013 è ricandidata alla Camera dei deputati, nella circoscrizione Puglia, nelle liste dell'Unione di Centro, ma non viene rieletta. Resta così fuori dal Parlamento dopo quasi dodici anni di presenza ininterrotta.

#### Elezioni politiche del 2018
Alle elezioni politiche del 2018 viene inizialmente candidata alla Camera dei deputati nella circoscrizione Estero-Europa, nella lista unitaria di centro-destra; in seguito viene invece candidata in Italia, nelle liste di Noi con l'Italia - UDC, come capolista nella circoscrizione Calabria, oltreché in Puglia, e Sicilia 1. Non viene eletta.

#### Sindaco di Margherita di Savoia
Alle elezioni amministrative del 2010 è candidata a sindaco di Margherita di Savoia, appoggiata da una coalizione di centro-destra, risultando poi eletta il 29 marzo 2010 con il 70% dei consensi (5.641 voti).
Il 2 ottobre 2012 propone le proprie dimissioni da sindaco, adducendo come motivo l'eccessivo condizionamento da parte del gruppo consiliare Primavera Salinara. Nel pomeriggio dello stesso giorno, l'opposizione e tre membri della maggioranza firmano lo scioglimento del consiglio comunale con atto notarile, impedendo così il ritiro delle dimissioni.

### Attività legislativa

#### Proposte di legge per la regolamentazione di internet
La presentazione del Progetto di legge 2195 Disposizioni per assicurare la tutela della legalità nella rete internet e delega al Governo per l'istituzione di un apposito comitato presso l'Autorità per le garanzie nelle comunicazioni, ha sollevato notevoli perplessità, come scrive anche l'avvocato Guido Scorza: "Il deputato [Carlucci], in un post sul proprio blog e in una lettera aperta indirizzata a Webnews, scrive che la sua proposta di legge avrebbe come obiettivo quello di arrestare il drammatico fenomeno della pedofilia online [...] la proposta di legge sarebbe semmai antipirateria ma certamente non antipedofilia. Il disegno di legge non sembra avere niente a che vedere con la repressione della pedopornografia [...] Se ciò non bastasse, si può sempre guardare nelle proprietà del file pubblicato sul sito di Carlucci per scoprire che il suo autore sarebbe un tal Davide Rossi, che si qualifica come della tal società Univideo che, francamente, è più facile immaginare dietro ad un'iniziativa legislativa antipirateria che non antipedofilia". Per stessa ammissione della Carlucci, Davide Rossi è il presidente della società Univideo (Unione italiana editoria audiovisiva), associazione di categoria aderente a Confindustria. Anche fra i suoi stessi colleghi di maggioranza, come il deputato Roberto Cassinelli, che nel proprio blog, rispondendo alla domanda di un utente, ha preso le distanze dalla proposta di legge in questione.
Nel 2009, nel corso di un dibattito sulla libertà in rete organizzato da Altroconsumo, replica ad un intervento del giornalista de L'Espresso Alessandro Gilioli affermando: Le auguro che appena suo figlio avrà accesso a Facebook venga intercettato dai pedofili e che lo incontrino sotto scuola... glielo auguro!.
Nell'ambito del Big Brother Award, edizione italiana del 2009 è stata insignita del premio Minaccia da una vita in quanto prima firmataria, ma probabilmente non autrice, del DDL 2195: ispirato alla protezione in rete di minori insidiati da loschi figuri, sembra essersi rivelato uno strumento per tutelare i detentori dei diritti e l'industria dei contenuti. Il DDL prevede di istituire un'autorità che vigili sulla rete: potrebbe diventare, a parere dei giurati, "un Piccolo Fratello italiano che irreggimenti ed identifichi tutti, distruggendo in Italia la Rete come oggi la conosciamo, in modo che siano salvi ed intatti i diritti di proprietà intellettuale"; sempre nel contesto del Big Brother Award ha ricevuto anche il premio Bocca a stivale per la frase "È arrivato il momento di combattere ed eliminare l'anonimato su Internet. Ancora una volta anonimi delinquenti usano Internet per diffamare, dileggiare, schedare, offendere, denunciare. Questa volta ad essere colpite sono state addirittura le forze dell'ordine, schedate e offese da un blogger anonimo. L'ennesimo inaccettabile caso di uso improprio della rete che dimostra quanto urgente e necessaria sia una normativa che impedisca ai farabutti di usare la rete per finalità eversive, coprendosi dietro il paravento dell'anonimato".

### Controversie e procedimenti giudiziari
- Nel 2008 ha qualificato come "minimo" lo stipendio percepito dai parlamentari, suscitando polemiche[30].
- Nel 2008 è stata protagonista di una querelle con alcuni importanti esponenti della comunità internazionale di fisica[31][32][33][34][35] per aver espresso critiche sulla professionalità del prof. Luciano Maiani (all'epoca candidato alla presidenza del CNR ed osteggiato da esponenti della destra parlamentare) con riferimenti ad una sua pubblicazione scientifica del 1974 che secondo la Carlucci conterrebbe errori. Alle critiche di non aver apportato nessun contributo di rilievo rispose il premio Nobel Sheldon Lee Glashow, che testimoniò la propria stima per il contributo scientifico di Maiani.

(Gabriella Carlucci - Sulla Polemica con il Prof. Maiani)
- Nel 2009 è stata condannata a risarcire una ex collaboratrice che ha prestato servizio presso la sua segreteria dal luglio 2004 al giugno 2006 senza che le fosse stipulato un regolare contratto[37].

## Televisione
- Erbe, Piante, Salute (GBR, 1979)
- Portobello (Rai 2, 1983)

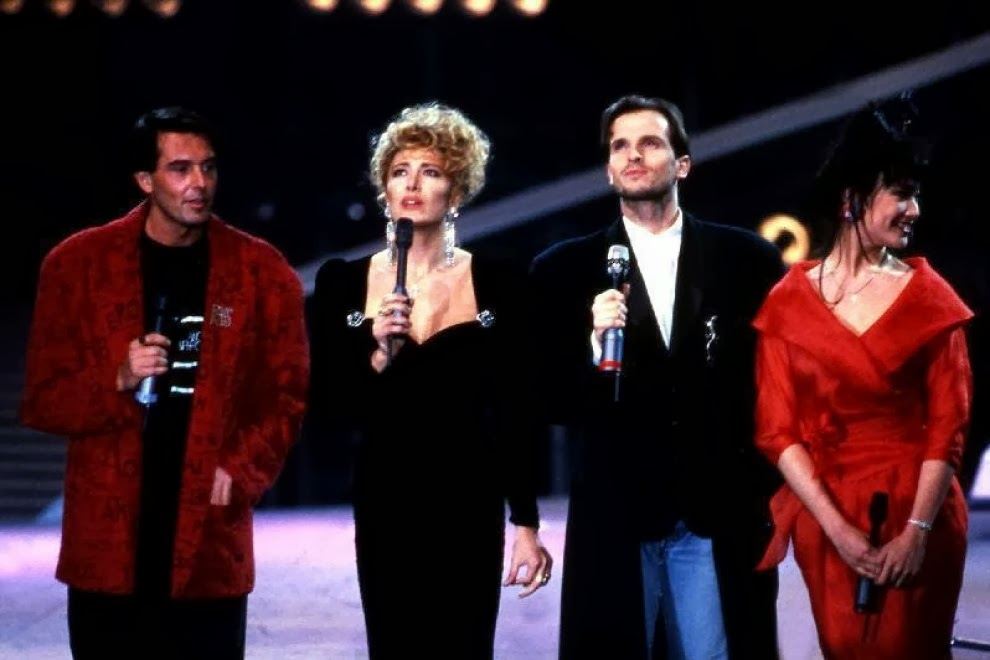
Gabriella Carlucci insieme agli altri conduttori del Festival di Sanremo 1988

- Speciale Notte degli Oscar 1984 (Rete 4, 1984)
- Azzurro (Italia 1, 1985)
- Festivalbar (Canale 5, 1985)
- 1ª Olimpiade sulla neve del mondo dello spettacolo (Rai 1, 1986)
- Aspettando l'88 (Rai 1, 1987)
- Giallo (Rai 2, 1987-1988)
- Festival di Sanremo (Rai 1, 1988, 1990)
- Palcoscenico Italia 1988 (Rai 1, 1988)
- Gran Premio Internazionale dello Spettacolo (Canale 5, 1988)
- Nastri d'argento (Rai 1, 1988)
- Cocco (Rai 2, 1988-1989)
- Eurovision Song Contest 1989 (Rai 1, 1989)
- David di Donatello (Rai 1, 1989-1990)
- Sanremo'90 - Appunti sul 40º Festival di Sanremo (Rai 1, 1990)
- Una notte mondiale a Roma (Rai 1, 1990)
- La televisione può attendere (Rai 1, 1990)
- Cantagiro (Rai 2, 1991)
- Arriva la banda (Telemontecarlo, 1991)
- Luna di miele (Rai 1, 1992-1993)
- E venne una stella (Rai 2, 1992)
- Donna sotto le stelle (Canale 5, 1993-1995)
- Buona Domenica (Canale 5, 1993-1995)
- Chissà chi lo fa? (Rete 4, 1994)
- Quelli di Buona Domenica in Partita Finale (Canale 5, 1995)
- Vado al massimo (Canale 5, 1995)
- Casa Castagna (Canale 5, 1996)
- Piccolo grande amore (Rete 4, 1996-1997)
- Melaverde (Rete 4, 1998-2009)
- Il diavolo e l'acquasanta (Telenova, 1999)
- La Kore nella Valle del Mito (Rete 4, 2000)
- Notte mediterranea (Rai 2, 2001)
- Voci in una notte di mezza estate (Rai 1, 2002)
- The It Factor (London Live, 2024)
- Oscar del turismo (RaiPlay, 2024)